# Таме
Таме (исп. Tame) — город и муниципалитет на северо-востоке Колумбии, на территории департамента Араука.

## История
До испанского завоевания на территории Таме проживали представители индейских племён араваков. Поселение, из которого позднее вырос город, было основано в 1628 году. Муниципалитет Таме был выделен в отдельную административную единицу в 1925 году.

## Географическое положение

Муниципалитет Таме

Город расположен в юго-западной части департамента, к северу от реки Касанаре, к востоку от горного массива Сьерра-Невада-де-Кокуй, на расстоянии приблизительно 124 километров к юго-западу от города Араука, административного центра департамента. Абсолютная высота — 297 метров над уровнем моря.

Муниципалитет Таме граничит на севере с территорией муниципалитета Фортуль, на северо-востоке — с муниципалитетом Араукита, на востоке — с муниципалитетом Пуэрто-Рондон, на юге и юго-западе — с территорией департамента Касанаре, на западе — с территорией департамента Бояка. Площадь муниципалитета составляет 1064 км².

## Население
По данным Национального административного департамента статистики Колумбии, совокупная численность населения города и муниципалитета в 2015 году составляла 52 768 человек.
Динамика численности населения муниципалитета по годам:
| 2005   | 2006   | 2007   | 2008   | 2009   | 2010   | 2011   | 2012   | 2013   | 2014   | 2015   |
| ------ | ------ | ------ | ------ | ------ | ------ | ------ | ------ | ------ | ------ | ------ |
| 47 576 | 48 103 | 48 632 | 49 156 | 49 687 | 50 210 | 50 731 | 51 252 | 51 762 | 52 273 | 52 768 |

Согласно данным переписи 2005 года мужчины составляли 49,3 % от населения Таме, женщины — соответственно 50,7 %. В расовом отношении белые и метисы составляли 93,2 % от населения города; индейцы — 5,3 %; негры, мулаты и райсальцы — 1,5 %.
Уровень грамотности среди всего населения составлял 89 %.

## Экономика
Основу экономики Таме составляют животноводство и заготовка лесоматериалов.

57,5 % от общего числа городских и муниципальных предприятий составляют предприятия торговой сферы, 20 % — предприятия сферы обслуживания, 12,5 % — промышленные предприятия, 10 % — предприятия иных отраслей экономики.

## Транспорт
К западу от Таме расположен аэропорт.